# La Cumbre (vulkaan)
La Cumbre is een actieve vulkaan op het eiland Fernandina, een van de Galapagoseilanden in Ecuador. De schildvulkaan is 1.476 m hoog en de laatste uitbarsting begon op 12 januari 2020. Op de top van de vulkaan is een ca. 6 km grote caldera. Het is de meeste actieve vulkaan van de eilanden, die ontstaan zijn door aanwezigheid van de Galapagoshotspot.